# Standing Next To Me
«Standing Next to Me» es el segundo sencillo de The Last Shadow Puppets. Salió a la venta el 7 de julio de 2008 en Reino Unido bajo el sello de Domino Records. Esta canción llegó al puesto 30 del Top 40 británico el 13 de julio de 2008, además alcanzó el puesto 13 de las listas de singles españolas y el 64 de las francesas.

## Videoclip
El vídeo fue grabado en Londres bajo la dirección de Richard Ayoade. En él aparece Alex Turner tocando la pandereta y Miles Kane la guitarra interpretando la canción mientras la iluminación cambia y a un grupo de bailarinas, todas con el mismo traje a rayas pero con medias de distintos colores.

## Lista de canciones
Todas las letras escritas por Alex Turner y Miles Kane, toda la música compuesta por The Last Shadow Puppets. 
| CD  |                       |          |  |
| N.º | Título                | Duración |  |
| 1.  | «Standing Next to Me» | 2:18     |  |
| 2.  | «Hang the Cyst»       | 6:40     |  |
| 3.  | «Gas Dance»           | 3:37     |  |

| 7"  |                       |          |  |
| N.º | Título                | Duración |  |
| 1.  | «Standing Next to Me» | 2:18     |  |
| 2.  | «Gas Dance»           | 3:37     |  |

| 7"  |                       |          |  |
| N.º | Título                | Duración |  |
| 1.  | «Standing Next to Me» | 2:18     |  |
| 2.  | «Sequels»             |          |  |